# Eagle Point (Wisconsin)
Eagle Point è un comune degli Stati Uniti, situato in Wisconsin, nella Contea di Chippewa.